# Llar
Llar ist ein Ortsteil der französischen Gemeinde Canaveilles im Département Pyrénées-Orientales der Region Okzitanien. Die ehemals selbständige Gemeinde Llar wurde 1821 zu Canaveilles eingemeindet. 
Der Weiler liegt auf einer Höhe von 1200 Metern und ist über die Landstraße V3 zu erreichen. Llar liegt circa zwei Kilometer westlich von Canaveilles.

## Geschichte
Der Ort wird erstmals im Jahr 864 als „Lare“ genannt.

## Weblinks

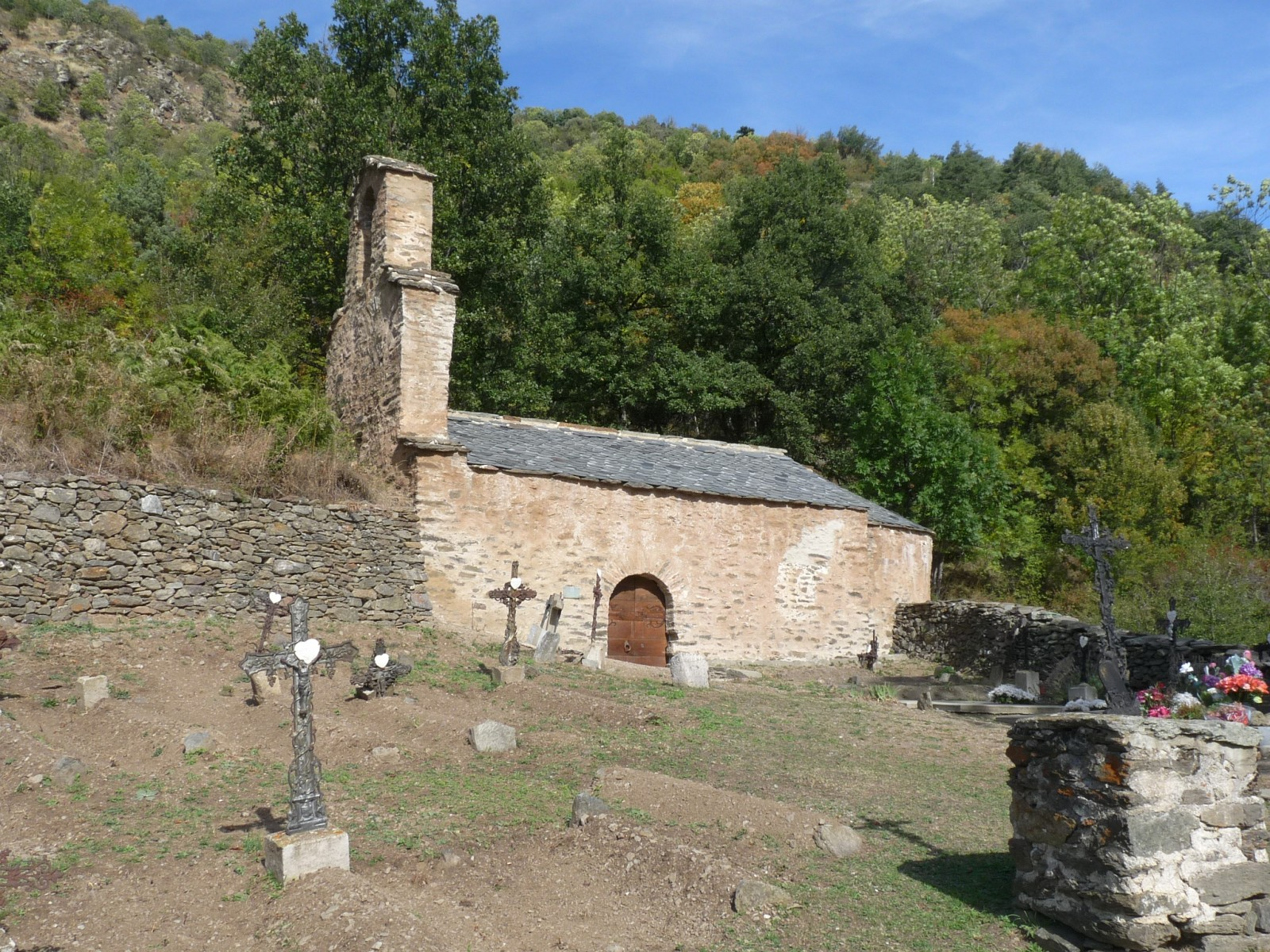
Kirche Saint-André

## Sehenswürdigkeiten
- Romanische Kirche Saint-André
- Kapelle
- Reste eines Wehrturms